# Ove Kindvall
Ove Kindvall (Norrköping, 16 maggio 1943 – Sollentuna, 5 agosto 2025) è stato un calciatore svedese, di ruolo attaccante.
Dopo i connazionali Gunnar Nordahl, Lennart Skoglund e Kurt Hamrin, fu tra i primi attaccanti svedesi a costruire i propri successi internazionali all'estero. Considerato uno dei più forti giocatori di tutti i tempi del Feyenoord, spinse con i propri gol a vincere la prima Coppa dei Campioni per una squadra olandese e due campionati nazionali.

## Vita privata
Sposato con Sylvia nel 1966, dal matrimonio nacquero Ulrika Kindvall, Niclas Kindvall e Tina Kindvall. Niclas e Tina intrapresero a loro volta la carriera nel calcio. Il fratello di Ove, Kaj Kindvall, fu un noto presentatore radiofonico. Anche il padre giocò nell'IFK Norrköping, ma non debuttò mai in prima squadra.
È scomparso a Sollentuna la mattina del 5 agosto 2025 all'età di 82 anni.

## Caratteristiche tecniche
Si mise in luce già in giovane età per le sue doti realizzative. Il suo gioco era semplice ed efficace, non aveva un fisico potente e il tiro in porta era piuttosto debole. I suoi punti di forza erano la velocità, l'intelligenza di gioco, il senso della posizione in area di rigore e l'intuito per il gol. In particolare aveva uno scatto bruciante difficile da contrastare. Quando era in forma era quasi infallibile nel trasformare in rete le occasioni che si presentavano. In Svezia non si gioca in inverno e il suo rendimento nel Feyenoord fu molto inferiore con le temperature basse e i campi ghiacciati o fangosi nei mesi invernali. Quando stava giocando male tendeva a impegnarsi maggiormente e retrocedeva a procurarsi la palla a centrocampo, ma il suo allenatore Ernst Happel lo rimandava in attacco per sfruttare il suo opportunismo sotto rete. Divenne famoso anche per i gol decisivi segnati in gare particolarmente importanti.

## Carriera

### Club

#### Norrköping

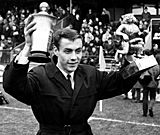
Kindvall premiato con il Guldbollen nel 1966

Cresciuto nelle giovanili dell'IFK Norrköping, il club principale della sua città, debuttò nel massimo campionato svedese (Allsvenskan) nel maggio del 1962 nella partita tra il Norrköping e il Degerfors. Fu impiegato in totale 5 volte senza realizzare alcuna rete e a fine stagione la squadra vinse per la decima volta il titolo nazionale. Nell'ottobre di quello stesso anno Kindvall fece il suo debutto internazionale segnando il suo primo gol importante nel primo turno della Coppa dei Campioni 1962-1963 contro il Partizan Tirana.
Nell'Allsvenskan 1963 il Norrköping si confermò campione nazionale, Kindvall trovò un posto da titolare e ripagò la fiducia con 14 gol in 22 partite. Fu l'ultimo campionato svedese che vinse ma la squadra rimase comunque ai vertici e Kindvall continuò a fare progressi, nell'Allsvenskan 1964 fu secondo nella classifica marcatori con 19 gol in 19 partite. L'anno dopo fece il suo esordio in nazionale maggiore e in campionato realizzò 17 reti. Il Norrköping si piazzò secondo nell'Allsvenskan 1966, campionato nel quale Kindvall fu per la prima volta capocannoniere siglando 20 reti pur giocando solo 16 dei 22 incontri previsti. Fu venduto a stagione in corso e si congedò dai propri tifosi segnando 4 gol nella vittoria casalinga per 6-0 contro l'AIK. In quella stagione ricevette il premio nazionale Guldbollen riservato al miglior giocatore in campionato. Nelle sue prime 5 stagioni in massima serie mise a segno un totale di 70 reti in 84 incontri.

#### Feyenoord

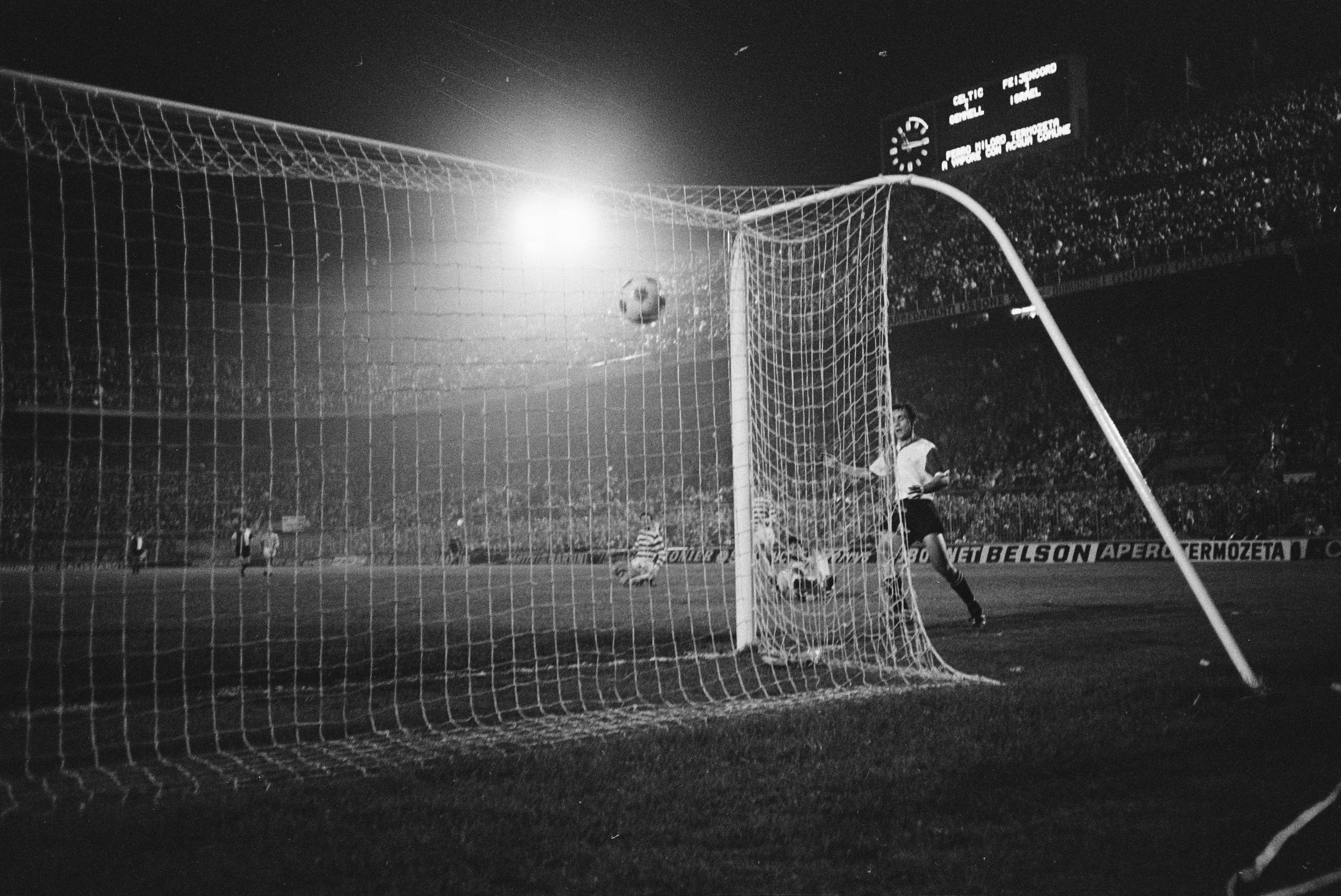
Milano, 6 maggio 1970. La rete di Kindvall nella finale di Coppa dei Campioni contro il Celtic.

Prima della fine del campionato 1966 passò al professionismo con gli olandesi del Feyenoord, con cui raggiunse in seguito i traguardi più significativi in carriera. Fece un provino positivo l'anno precedente e divenne il primo straniero mai impiegato nel club. Kindvall rinunciò ai più vantaggiosi contratti offertigli da società spagnole e italiane e scelse di trasferirsi nei Paesi Bassi, dove il calcio aveva una dimensione più umana che preferiva. I primi sei mesi ebbe difficoltà ad ambientarsi e fu spesso tenuto in panchina, ma in seguito si riprese e chiuse la stagione segnando 22 reti nelle 23 gare disputate. Nei primi due anni la squadra si piazzò al secondo posto della Eredivisie, il massimo campionato olandese, e Kindvall fu il capocannoniere della Eredivisie 1967-1968 con 28 reti. Nella stagione successiva con 30 gol si confermò capocannoniere, questa volta alla pari con Dick van Dijk del Twente '65, e vinse il suo primo campionato olandese (il nono per il Feyenoord), oltre a vincere la Coppa dei Paesi Bassi. Nella classifica del Pallone d'oro 1969 si piazzò quarto alle spalle di Rivera (vincitore), Riva e Gerd Müller, a pari merito con l'astro nascente del calcio mondiale Johan Cruijff e davanti a Best, Pallone d'oro uscente, e Beckenbauer.
Con il Feyenoord del nuovo allenatore Ernst Happel, accanto a giocatori come Israël, Hasil e soprattutto il regista Van Hanegem, conquistò la Coppa dei Campioni 1969-1970 (prima vittoria europea di un team olandese), battendo in finale il Celtic per 2-1 segnando il gol decisivo al 26º minuto dei tempi supplementari. Con 7 reti fu secondo nella classifica dei cannonieri del torneo vinta da Mick Jones del Leeds Utd che ne segnò 8. In campionato il Feyenoord arrivò secondo alle spalle dell'emergente Ajax e Kindvall fu vicecapocannoniere con 25 reti dietro a van der Kuijlen con 26. In agosto arrivò il trionfo nella Coppa Intercontinentale 1970, superando nelle due partite di finale gli argentini dell'Estudiantes. Con la Svezia eliminata al primo turno nella fase finale dei mondiali in Messico di quell'anno, Kindvall fu solo 14º nella classifica del Pallone d'oro 1970.

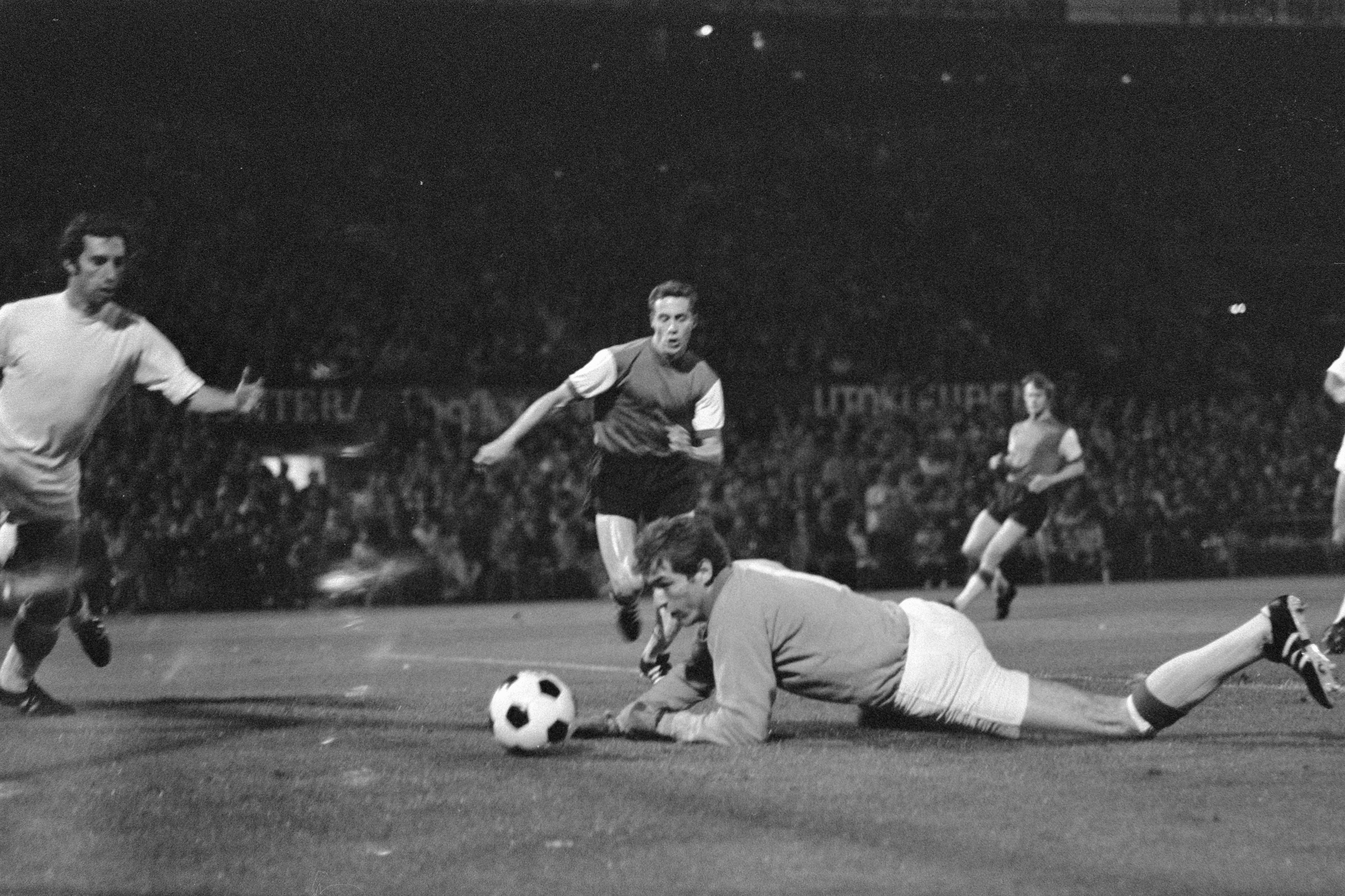
Kindvall, al centro della foto, in azione contro l'Estudiantes nella gara di ritorno della Coppa Intercontinentale vinta 1-0 dal Feyenoord a Rotterdam il 9 settembre 1970.

Iniziò male la stagione 1970-1971, affaticato dall'impegno estivo dei mondiali e disturbato dalle voci secondo cui stava giocando con scarso impegno in vista di un presunto trasferimento. In seguito si riprese e contribuì al nuovo trionfo del Feyenoord in campionato laureandosi di nuovo capocannoniere con 24 reti davanti a Cruijff con 21. Divenne così il primo straniero a vincere per tre volte la classifica marcatori in Eredivisie, impresa che sarebbe stata eguagliata da Romário nel 1991. Quelli del 1971 furono gli ultimi titoli vinti da Kindvall; lasciò il Feyenoord a fine stagione nonostante le insistenze del club che gli offrì un vantaggioso rinnovo del contratto. Sia lui che la famiglia sentivano nostalgia di casa e avevano già pianificato da tempo il ritorno in Svezia e non cambiò idea. Con 129 reti segnate in 144 incontri di campionato e quelle realizzate nella vittoriosa Coppa dei Campioni 1969-1970, è ricordato come uno dei più grandi calciatori nella storia del club.

#### Ritorno al Norrköping e fine carriera al Goteborg
Finito il campionato olandese, Kindvall tornò quindi al dilettantismo svedese e si trovò un lavoro a Norrköping. Rientrò comunque nella sua vecchia squadra e fece in tempo a disputare buona parte dell'Allsvenskan 1971. Nei 5 campionati giocati con il Norrköping dopo il rientro dai Paesi Bassi mise a segno 34 reti in 98 partite, con la squadra che stazionò nelle zone medio-alte della classifica.
Attorno alla metà della stagione 1975 passò infine all'IFK Göteborg, squadra di grandi tradizioni che era da qualche anno in seconda divisione. Nello scorcio di stagione che rimaneva segnò 12 gol in 13 partite e nel 1976 contribuì alla promozione con 15 gol in 24 incontri di campionato. Si ritirò alla fine della sua ultima stagione nel massimo campionato svedese, l'Allsvenskan 1977, nel quale collezionò 21 presenze e tre reti.

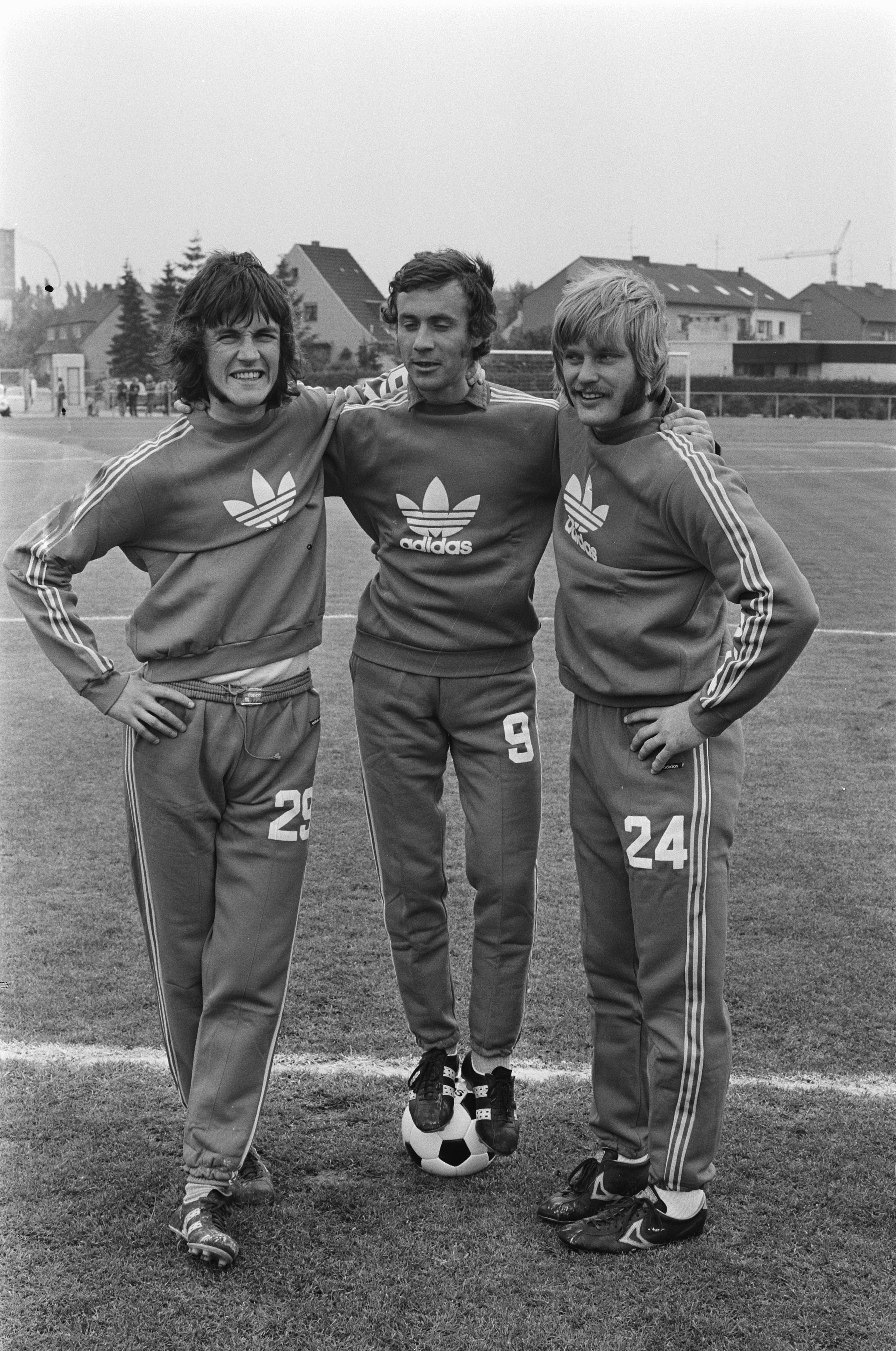
Kindvall, al centro, con Ralf Edström e Ronnie Hellström durante i mondiali tedeschi del 1974

### Nazionale
Fece il suo debutto con la nazionale maggiore della Svezia nel maggio 1965 per l'incontro pareggiato 2-2 contro la Finlandia a Luleå. Con i gialloblu prese parte alle fasi finali dei mondiali del 1970 e del 1974. Tra le sue partite in nazionale viene ricordata soprattutto quella giocata nel 1969 contro la Francia allo stadio Råsunda di Solna, valevole per le qualificazioni al campionato del mondo 1970. L'incontro terminò 2-0 per i padroni di casa con entrambi i gol segnati da Kindvall, decretando l'eliminazione dei transalpini e l'accesso alla fase finale dei mondiali per la Svezia, che dopo il brillante secondo posto ai mondiali casalinghi del 1958 non era più riuscita a qualificarsi per le fasi finali della manifestazione. L'impresa gli valse numerosi riconoscimenti, in particolare la prestigiosa medaglia d'oro Svenska Dagbladet per il 1969, riservata al miglior sportivo svedese dell'anno. La sua ultima apparizione fu nel 1974 per la gara persa in casa 2-0 contro l'Irlanda del Nord, valida per le qualificazioni al campionato d'Europa 1976; chiuse l'esperienza in nazionale con 16 reti in 43 incontri.

## Dopo il ritiro
Una volta terminata la carriera agonistica, Kindvall intraprese l'attività di commentatore TV, facendo spesso coppia con il popolare telecronista svedese Bosse Hansson della televisione di Stato SVT per le gare della nazionale maggiore. Fu il primo esperto ad affiancare un telecronista in una partita di calcio nella storia della TV svedese.

## Palmarès

### Club

#### Competizioni nazionali
- Campionato svedese: 2

Norrköping: 1962, 1963
- Coppa dei Paesi Bassi: 1

Feyenoord: 1969
- Campionato olandese: 2

Feyenoord: 1968-1969, 1970-1971

#### Competizioni internazionali
- Coppa dei Campioni: 1

Feyenoord: 1969-1970
- Coppa Intercontinentale: 1

Feyenoord: 1970

### Individuale
- Capocannoniere dell'Allsvenskan: 1

1966 (20 gol)
- Capocannoniere della Eredivisie: 2

1967-1968 (28 gol), 1968-1969 (30 gol, a pari merito con Dick van Dijk) e 1970-1971 (24 gol)
- Guldbollen 1966[5] (miglior giocatore del campionato svedese)
- Stor Grabb 1968[5] (riconoscimento per sportivi svedesi distintisi a livello internazionale)
- Medaglia d'oro Svenska Dagbladet 1969[5] (riconoscimento per il miglior sportivo svedese dell'anno)
- Inserito nella Hall of Fame del calcio svedese (2008)[5][6]